# Thubten Choekyi Nyima

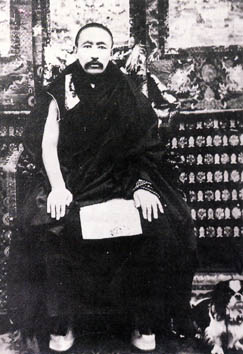
Thubten Chökyi Nyima

Thubten Choekyi Nyima (?, 1883 – Gyêgu, 1937) foi o IX Panchen Lama do Budismo Tibetano. Em 1924 ele deixou o Tibete e foi para a Mongólia, em virtude de uma disputa com o Dalai Lama. Depois, em Pequim, interessou-se pelas ideias populistas de Sun Yat-sen, e desenvolveu planos para o crescimento autônomo do Tibete, sendo também o mediador nas negociações para a paz da Mongólia setentrional. Pouco antes de morrer deu indicações para alguns lamas onde poderiam encontrar a reencarnação do XIII Dalai Lama, e faleceu a caminho do Mosteiro de Tashilhunpo. Sua tumba foi destruída pela Revolução Cultural chinesa, mas foi reerguida pelo X Panchen Lama no Mosteiro de Tashilhunpo, em Shigatse.